# Niccolò Tommaseo
Niccolò Tommaseo (né le 9 octobre 1802 à Šibenik (à l'époque Sebenico) et mort le 1er mai 1874  à Florence) est un écrivain, linguiste et patriote italien du XIXe siècle.

## Biographie

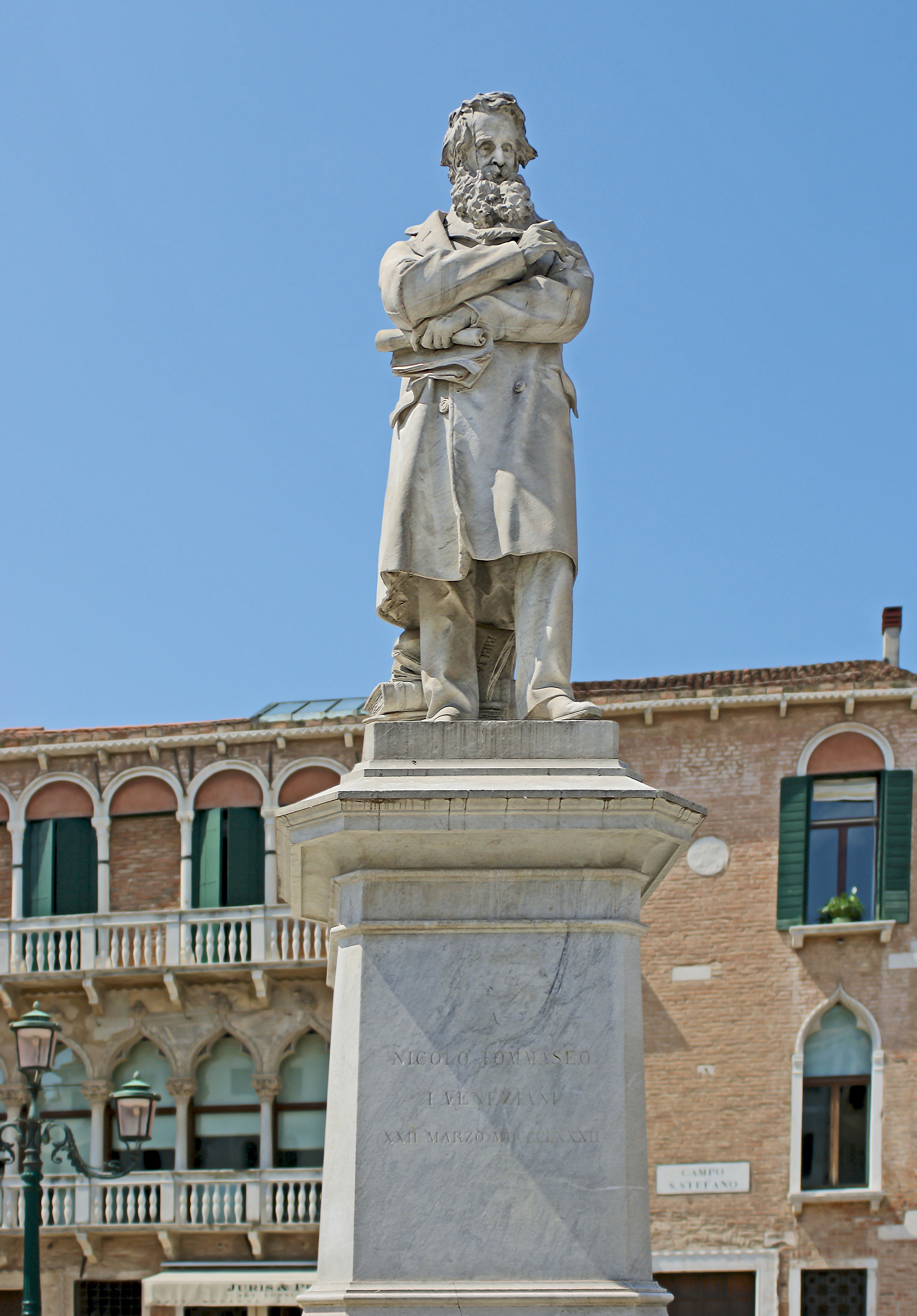
Statue à Venise

Il fit ses premières années d'études dans sa ville natale, puis au séminaire de Split. Il intégra très jeune l'université de Padoue, où il commença à se bâtir une renommée par la grande qualité de ses écrits. Son ami Antonio Rosmini l'encouragea dans sa carrière littéraire. Après l'obtention de son diplôme à Padoue en 1822 il revint à Šibenik, mais ses possibilités de progression y étaient minces. Il parcourut l'Italie en quête d'un emploi, mais ne décrocha qu'un poste de rédacteur dans un journal, ce qui lui procurait très peu de revenus. Tommaseo arriva à Milan dans une grande misère pécuniaire et put dormir sous un toit grâce à son ami Rosmini. La rencontre avec Alessandro Manzoni augura des temps meilleurs. Ses collaborations littéraires commencèrent à s'enchaîner, lui procurant une stabilité dans ses revenus. Il publia son livre Dell'Italia sur le Risorgimento italien. Mais bien qu'écrit sous pseudonyme, il fut découvert et s'exila à Paris puis à Bastia où il retrouva l’atmosphère et la culture italienne, grâce à Salvatore Viale.
En 1839 il fut amnistié par l'empereur. Il se fixa à Venise, où il fut à nouveau détenu en compagnie de Daniele Manin le 18 janvier 1848. Après sa libération, il prit part au gouvernement provisoire, dans l'objectif du rétablissement de la république de Venise, mais sa prise de distances avec la politique du moment s'accentua dans de telles proportions qu'il se vit contraint à l'exil à Corfou, où il perdit la vue. En 1859 il s'installa à Florence avec sa famille et mourut en 1874, un an après sa femme.

## Œuvres
Les plus connues sont le monumental Dictionnaire de la langue italienne (it), en huit volumes, publié en 1861 et 1874, et le Dizionario dei Sinonimi.
On lui doit aussi un recueil de chants populaires corses, toscans, grecs et illyriens, paru en 1841.
Le Dictionnaire de la langue italienne de Tommaseo est désormais consultable en version électronique à l'adresse suivante: http://www.tommaseobellini.it/#/